# Vegetationsaufnahme
Eine Vegetationsaufnahme ist eine tabellarisch angeordnete Liste von Pflanzenarten einer Pflanzengesellschaft. Die Vegetationsaufnahme stellt die empirische Basis der Pflanzensoziologie bereit.
Beim Erstellen einer Vegetationsaufnahme, meist kurz als Aufnahme bezeichnet, wird, zumindest in Mitteleuropa, die Methode von Josias Braun-Blanquet verwendet. Dazu werden auf einer homogenen Fläche, geordnet nach Schichten (Baum-, Strauch-, Krautschicht) die vorkommenden Pflanzenarten aufgelistet und gemäß dem Deckungsgrad, also der Bodenfläche, die ihre Blätter bedecken, und dem Wuchsverhalten (Soziabilität) bewertet. Dazu werden die klassische oder die erweiterte Skala nach Braun-Blanquet benutzt (Schätzwerte zur Artmächtigkeit).
Weitere, seltener verwendete Skalen sind die Londo-Skala, Präsenz/Absenz, ordinale Skalen, die Barkman, Doing & Segal-Skala, die Doing-Skala, die Domin-Skala, die Colin-Skala, die Tansley-Skala oder die Didukh-Skala.

## Pflanzensoziologische Vegetationsaufnahme
Für die Vegetationsaufnahme wird als erstes die Aufnahmefläche gewählt, die einen homogenen Pflanzenbestand umfassen und eine bestimmte Mindestgröße, das sogenannte Minimumareal, nicht unterschreiten soll. Zur Bestimmung des Minimumareals wird die Zunahme der Arten in Abhängigkeit von der Zunahme der Fläche notiert und in einer Artenzahl-Areal-Kurve graphisch dargestellt. Das Minimumareal ist jedoch beim skalierungsabhängigen Abflachen dieser Kurve erreicht, siehe Arten-Areal-Beziehung. Übliche Größen schwanken zwischen weniger als einem Quadratmeter bei Trittrasen und bis zu über 100 Quadratmeter bei Forstaufnahmen, in Abhängigkeit von der Homogenität des Bestandes, dem Artenreichtum der Pflanzengesellschaft und von der Vegetationsverteilung im Gelände.
In Mitteleuropa können folgende Flächengrößen als Richtwerte gelten:
| Vegetationsbestand     | Aufnahmefläche |
| ---------------------- | -------------- |
| Trittrasen             | 0,5 bis 1 m²   |
| Wiese und Weide        | 5 bis 25 m²    |
| Ruderalflur und Brache | 10 bis 50 m²   |
| Ackerkrautschicht      | 20 bis 80 m²   |
| Wald und Forst         | 100 bis 500 m² |

In der Aufnahmefläche werden zunächst die Kopfdaten (Aufnahmeort, Daten zur Geländesituation, zur Vegetationsdeckung und -schichtung, zum Boden und zur Nutzung, geographische Koordinaten, Meereshöhe) erhoben. Eventuell werden diese nachträglich durch Daten aus Karten und anderen Datensammlungen ergänzt. Die Aufnahmefläche sollte fotografisch dokumentiert werden (Situation im Gelände, Abgrenzung, besondere Arten). Dann wird die Aufnahmefläche abgesucht, alle in ihr vertretenen Arten notiert und anschließend für jede Art einzeln Artmächtigkeit und Soziabilität nach Schätzskalen bewertet.
Die Artmächtigkeit wird nach einer kombinierten Abundanz-/Dominanz-Skala, der Braun-Blanquet-Skala angegeben. Bei Pflanzenarten mit niedriger Deckung wird die Individuenzahl (Abundanz) geschätzt, bei solchen mit einer Deckung ab 5 % der Deckungsgrad (Dominanz):
| Symbol | Individuenzahl                 | Deckung              |
| ------ | ------------------------------ | -------------------- |
| r      | selten, ein Exemplar           | (deutlich unter 1 %) |
| +      | wenige (2 bis 5) Exemplare     | (bis 1 %)            |
| 1      | viele (6 bis 50) Exemplare     | (bis 5 %)            |
| 2      | sehr viele (über 50) Exemplare | (bis 5 %)            |
|        | (oder beliebig)                | 5 bis 25 %           |
| 3      | (beliebig)                     | 26 bis 50 %          |
| 4      | (beliebig)                     | 51 bis 75 %          |
| 5      | (beliebig)                     | 76 bis 100 %         |

Um den Schätzwert 2 (Deckung 5 bis 25 %) zu präzisieren, wurde von Reichelt & Wilmanns 1973 eine erweiterte Braun-Blanquet-Skala vorgeschlagen, die oft angewendet wird. Abweichende Schätzwerte nach dieser Skala:
| Symbol | Individuenzahl                 | Deckung     |
| ------ | ------------------------------ | ----------- |
| 2m     | sehr viele (über 50) Exemplare | (bis 5 %)   |
| 2a     | (beliebig)                     | 5 bis 15 %  |
| 2b     | (beliebig)                     | 16 bis 25 % |

Pfadenhauer et al. setzen 1986 den Grenzwert zwischen 2a und 2b bei 12,5 %. Auch der Schätzwert 3 wurde weiter aufgeteilt. Es ergibt sich folgende Aufteilung:
| Symbol | Individuenzahl                 | Deckung         |
| ------ | ------------------------------ | --------------- |
| 2m     | sehr viele (über 50) Exemplare | (bis 5 %)       |
| 2a     | (beliebig)                     | 5 bis 12,5 %    |
| 2b     | (beliebig)                     | > 12,5 bis 25 % |
| 3a     | (beliebig)                     | > 25 bis 37,5 % |
| 3b     | (beliebig)                     | > 37,5 bis 50 % |

Bei der Soziabilität wird das Wuchsverhalten der einzelnen Arten und ihre Verteilung in der Aufnahmefläche bewertet. Es finden folgende Schätzwerte Verwendung:
| Symbol | Soziabilität                                                      |
| ------ | ----------------------------------------------------------------- |
| 1      | einzeln wachsend                                                  |
| 2      | in kleinen Gruppen oder horstweise wachsend                       |
| 3      | in kleinen Flecken oder Polstern wachsend                         |
| 4      | in kleinen Kolonien bis ausgedehnten Flecken (Teppichen) wachsend |
| 5      | in großen Herden wachsend                                         |

Je nach Fragestellung können auch weitere qualitative Daten erhoben werden, z. B. zum phänologischen Zustand oder zur Vitalität der Pflanzen.
Vitalität (VIT) der Arten:
| Symbol | Vitalität                                             |
| ------ | ----------------------------------------------------- |
| oo     | sehr schwach, zufällig gekeimt, sich nicht vermehrend |
| o      | geschwächt, kümmerlich                                |
| Ø      | geschwächt, kümmerlich durch sichtbare Schäden        |
| •      | normal                                                |
| ••     | überaus kräftig                                       |

Beispiel einer Vegetationsaufnahme nach der Braun-Blanquet-Skala:
Trittrasen am Straßenrand,
Aufnahmefläche 0,15 × 1,00 m,
Deckung 20 %,
Vegetationshöhe 1–5 cm,
Substrat schluffiger Sand.
1.1 Polygonum aviculare
2.3 Poa annua
1.2 Matricaria discoidea
+.1 Capsella bursa-pastoris
Die Angabe +.1 wird häufig verkürzt als + dargestellt. Viele Autoren geben nur den Deckungsgrad an und verzichten auf die Angabe der Soziabilität.

## Phänologische Vegetationsaufnahme
Für die Beschreibung des Erscheinungsbildes eines Bestandes und des jahreszeitlichen Wandels kann eine phänologische Kartierung erstellt werden, die auch mit pflanzensoziologischen Vegetationsaufnahmen kombiniert werden kann.
Phänologische Phasen:
| Zahl | Monokotyle, Dikotyle                                 | Anmerkungen für Gehölze         |
| ---- | ---------------------------------------------------- | ------------------------------- |
| 1    | Ohne Blütenstände                                    | Rosettenstadium                 |
| 2    | Beginn Ähren-/ Rispenschieben/ Blüten-standschieben  | verlängerte Triebe ohne Knospen |
| 3    | Ähren-/ Rispenschieben/ Blütenstand-schieben         | verlängerte Triebe mit Knospen  |
| 4    | Abschluss Ähre-/Rispenschieben/ Blüten-standschieben | Knospen kurz vor Blühbeginn     |
| 5    | Blühbeginn                                           | Blühbeginn                      |
| 6    | Vollblüte                                            | Vollblüte                       |
| 7    | Ende der Blüte                                       | Ende der Blüte                  |
| 8    | Fruchtansatz                                         | Fruchtansatz                    |
| 9    | Reife                                                | Reife                           |
| 10   | Samen ausgefallen                                    | Samen ausgefallen               |

## Umsetzung
Bei der Durchführung einer Vegetationsaufnahme werden neben Bestimmungsliteratur, die auf das Gebiet abgestimmt sein sollte, ggf. Hilfsmittel benötigt, um z. B. bei Untersuchungen von Grasland die genaue Größe und Lage der Untersuchungsfläche abzustecken. Sollten wiederkehrende Untersuchungen geplant sein, bietet es sich an, die Fläche zu markieren z. B. mittels Pfählen oder Magneten im Boden, sollte die Fläche maschinell gemäht werden.
Bei der Erfassung ist zu beachten, dass das Erscheinungsbild der vorhandenen Arten von der Jahreswitterung und dem Zeitpunkt der Erfassung sowie in Abhängigkeit von Nutzungen z. B. durch Mahdhäufigkeit abhängt.

## Andere methodische Ansätze
Eine vor allem in Nordamerika gebräuchliche Methode zur Abschätzung der Dominanz einzelner Pflanzenarten auf der Grundlage punktförmiger Probeflächen ist die Point-Intercept-Methode (Punkt-Berührungs-Methode).